# Ctenucha luteoscapus
Ctenucha luteoscapus là một loài bướm đêm thuộc phân họ Arctiinae, họ Erebidae.